# Новая Москва (Нижегородская область)
Но́вая Москва́ — посёлок в Лукояновском районе Нижегородской области. Входит в состав Тольско-Майданского сельсовета.

## География
Посёлок находится в южной части Нижегородской области, на расстоянии приблизительно 17 км (по прямой) к югу от города Лукоянов, административного центра района.

### Часовой пояс
Посёлок Новая Москва, как и вся Нижегородская область, находится в часовой зоне МСК (московское время). Смещение применяемого времени относительно UTC составляет +3:00.

## Население
| 2002 | 2010 |
| ---- | ---- |
| 26   | ↘16  |

### Национальный состав
Согласно результатам переписи 2002 года, в национальной структуре населения русские составляли 100 % из 26 чел.